# Dům čp. 693 Dukelských hrdinů
Dům čp. 693 na třídě Dukelských hrdinů v Praze 7 – Holešovicích je rohový třípatrový novorenesanční dům. Byl postaven v roce 1894 podle návrhu novorenesančního architekta Jana Zeyera, ovlivněného architektem Antonínem Wiehlem. Dům je zapsán v Ústředním seznamu kulturních památek České republiky.

## Popis domu
Rohový, třípatrový novorenesanční dům, je postavený na roku třídy Dukelských hrdinů a ulice pplk.Sochora. Fasádu mezi okny zdobí rostlinné ornamenty a putti. Heroická témata z historie uplatnil Zeyer v průběžném pásu mezi koncem maleb nad bosáží v přízemí a prvním patrem. Takto vymezená kompozice vytvořila úzký prostor pro válečné scény. Do Třídy Dukelských hrdinů je orientovaná bitva s Turky, do ulice pplk.Sochora výjev z třicetileté války.

## Autor projektu architekt Jan Zeyer
Autorem návrhu je český architekt Jan Zeyer náležející ke generaci Národního divadla. Jeho bratr, Julius Zeyer, byl významný český básník. Na počátku své stavitelské dráhy Jan Zeyer v letech 1873–1880 spolupracoval s architektem Antonínem Wiehlem, vůdčí osobností novorenesance, navazujícího na tradici české renesance 16. století. Wiehlovým pojetím české novorenesance byl Zeyer ovlivněn i v dalších letech. Zeyer společně s Wiehlem v Praze navrhli a postavili 5 činžovních domů. Wiehlovo a Zeyerovo do té doby neobvyklé pojetí výzdoby domů vzbudilo pozornost odborníků a příznivý ohlas veřejnosti. O tom svědčí názor historičky a etnografky Renáty Tyršové publikovaný po dokončení stavby domu čp. 1035/17 v ulici Karolíny Světlé, kde se Antonín Wiehl v průběhu stavby inspiroval rekonstrukcí Schwarzenberského paláce dokončenou Josefem Schulzem v roce 1871, jmenovitě konzolovou římsou. Wiehlův a Zeyerův kolega architekt Jan Koula jejich úsilí definoval v roce 1883 ve Zprávách Spolku architektů a inženýrů v království Českém jako "výklad o vývoji a stylu A. Wiehla" "........Wiehl bojuje o nové vyjádření architektonické na základě vzorů, pro Prahu a Čechy XVI. a XVII. století typických a ukázal k nim poprvé, když postavil svůj "sgrafitový domek" v Poštovské ulici. Od té doby pilně sbíral památky naší renesance, studoval je a kde mu bylo možno, hleděl jich užíti na svých stavbách. Wiehlovým přičiněním mluví se o "české renesanci"; cítíme oprávněnost tohoto názvu, ale nikdo dosud nestanovil přesně, v čem ráz těch staveb záleží..."Zeyer s Wiehlem navrhli a realizovali ještě Dům Bohuslava Schnircha v Mikovcově ulici čp. 548/5, Olivův dům čp. 1032/14 v Divadelní ulici, Dům s taneční školou Karla Linka čp. 1050 v Praze 1, Divadelní ul. 12, Krocínova ul. 1. (1875–1876), Dům čp. 1035/17 Karolíny Světlé (1876). Podobně Wiehl ovlivnil i Karla Gemprle, se kterým spolupracoval po Zeyerovi.Po ukončení spolupráce s Wiehlem Zeyer realizoval čtyři nájemní domy ve spolupráci s architektem Viktorem Skůčkem.

## Malířská výzdoba domu
Výzdoba domu odpovídá orientaci novorenesančních architektů, malířů a sochařů na historická a vlastenecká témata, na cykly ze života a český folklor. Koncepce fasády také ukazuje Zeyerovo ovlivnění Wiehlem a stylem „mluvící architektury“ v podobě válečných scén. Na protějším rohu ulice pplk. Sochora a třídy Dukelských hrdinů na domě čp. 694 tvoří výzdobu slavné postavy české historie (králové Jan Lucemburský, Karel IV., Václav IV., Vladislav I.,Jiří z Poděbrad a sv. Václav.

## Dům v kontextu Zeyerovy architektonické tvorby
Zeyer dům navrhl a postavil v době, kdy si již 10 stavbami získal jméno jako významný novorenesanční architekt a stavitel.
V téže době jako dům čp. 694 na třídě Dukelských hrdinů (v roce 1894) Zeyer navrhoval a stavěl další 2 nájemní domy na dnešní třídě Dukelských hrdinů a Řeznický dům na rohu Bubenského nábřeží a Argentinské ulice. Významně se tak zapsal do vytváření tříd a ulic Holešovic-Buben jako nové pražské čtvrti. Další 4 stavby Zeyer postavil mimo Prahu.
Na výzdobě fasády domu uplatnil Zeyer obě svá oblíbená kompoziční řešení, spočívající v architektonicky oddělených výškových polích: výšková pole slouží pro individuálně určené figury a horizontální pásy byly optimální pro vylíčení děje.
Sloučením obou řešení rozdělením horizontálního pásu na několik obdélných polí mohl autor popsat několik různých dějů v řadě za sebou. Takto například zpracovat témata ze života měšťana a alegorie jeho ctností Mikoláš Aleš (podle Wiehlovy představy) na Wiehlově domě.

## Galerie domu

### Celkové pohledy

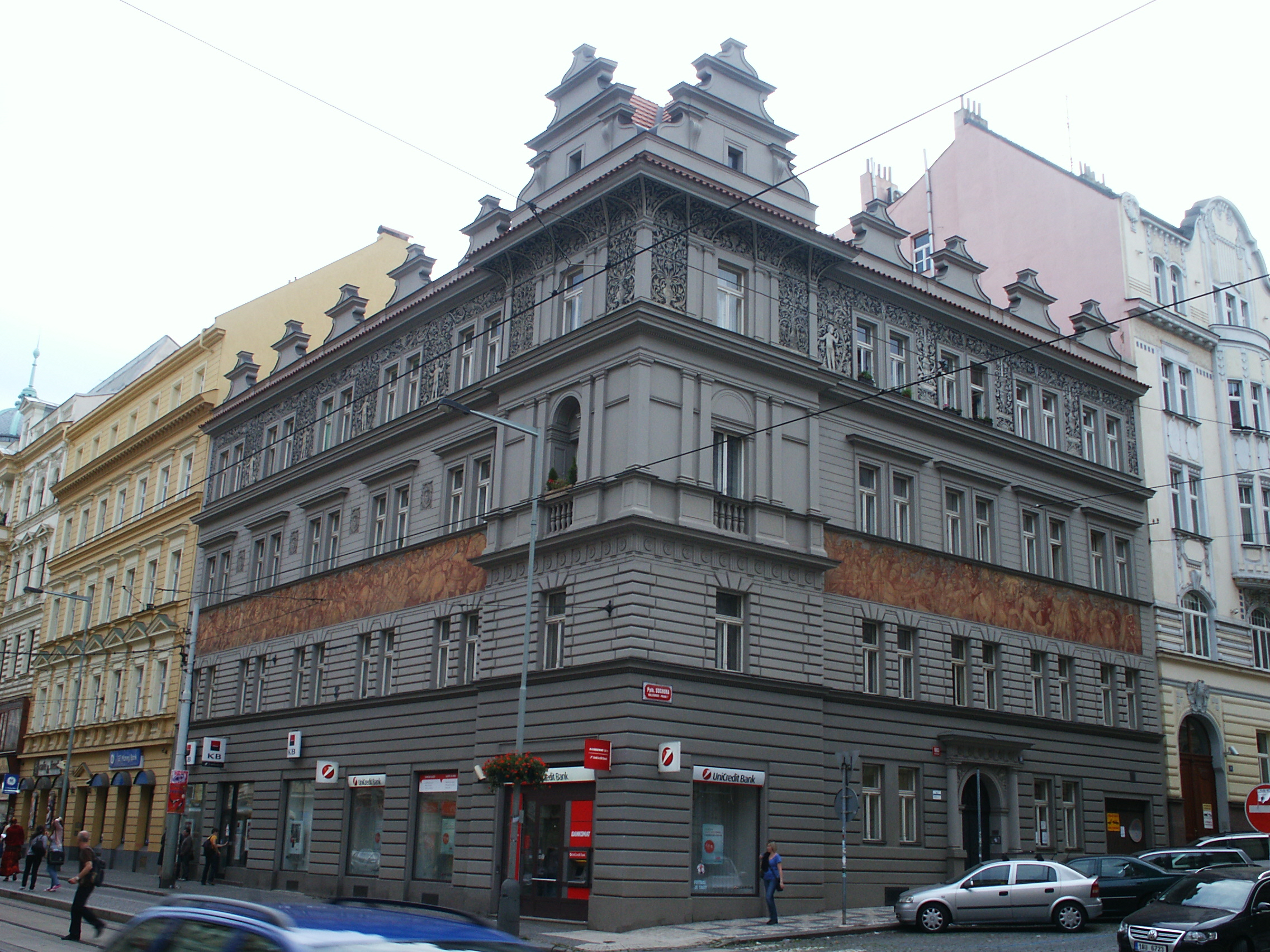
Dukelských hrdinů 693/37